# Stema Australiei
Stema Australiei este unul dintre simbolurile statului australian.

Stema Australiei